# Zastava M70 (pistolet)
Ne doit pas être confondu avec Zastava M70.
Le M70 est un pistolet semi-automatique conçu en 1970 en Serbie par Zastava. La version standard est chambrée pour la cartouche 7,65 × 17 mm Browning, mais il existe également une variante conçue pour l’armée yougoslave qui utilise la cartouche 9 × 17 mm court.

## Historique
Le M70 est mis sur le marché en 1970 par Zastava. Il est également commercialisé en Europe et aux États-Unis sous plusieurs noms et parfois par d’autres marques. Une version chambrée en 9 × 17 mm court devient dans les années 1970 le pistolet standard de l’armée populaire yougoslave.

## Description
Le Zastava M70 est inspiré du Tokarev, mais est plus petit et ne comporte pas de mécanisme de verrouillage de la culasse, celle-ci étant non-calée. La sûreté se trouve à gauche et opère en bloquant la glissière et la mécanisme de la détente. Une sécurité empêche également l’arme de tirer lorsque le magasin est éjecté. Les plaquettes de la poignée sont en plastique et comportent le monogramme ZCZ de l’entreprise, qui est très similaire à celui utilisé pendant logntemps par l’armurier tchèque Česká zbrojovka, ce qui peut conduire à des confusions.